# Pterocarya
Pterocarya Kunth è un genere di alberi appartenenti alla famiglia Juglandaceae.
Il genere comprende specie d'alberi a foglia caduca,  che crescono nelle foreste e sulle rive dei fiumi in Asia orientale e nel Caucaso.
Si tratta di alberi a crescita rapida.

## Descrizione
Alcuni alberi di questo genere possono raggiungere un'altezza di 40 metri.
Le foglie imparipennate sono grandi, alterne, più o meno oblunghe, composte da 5 a 27 fogliole, a seconda della specie, che prendono una bella colorazione gialla in autunno.
I fiori sono verdi e insignificanti, si tratta di castoni unisessuali che compaiono in primavera, nello stesso tempo dello spuntar delle foglie.
I frutti sono alati e pendono da lunghe spighe.

## Coltura
A livello di rustichezza, le gelate tardive possono rovinare la fogliazione.
La riproduzione avviene per semina e separazione dei germogli attecchiti in autunno.

## Tassonomia
In questo genere sono riconosciute 6 specie:
- Pterocarya fraxinifolia (Poir.) Spach
- Pterocarya hupehensis Skan
- Pterocarya macroptera Batalin
- Pterocarya rhoifolia Siebold & Zucc.
- Pterocarya stenoptera C.DC.
- Pterocarya tonkinensis (Franch.) Dode